# Canton de Marseille-Mazargues
Le canton de Marseille Mazargues est une ancienne division administrative française située dans le département des Bouches-du-Rhône, dans l'arrondissement de Marseille. Il a été créé en 1982. Moitié de l'ancien canton de Marseille XX B

## Composition
Le canton de Marseille-Mazargues se composait d’une fraction de la commune de Marseille. Il comptait 38 005 habitants (population municipale) au 1er janvier 2012.
| Nom                   | Code Insee | Intercommunalité                   | Population (dernière pop. légale)                |
| --------------------- | ---------- | ---------------------------------- | ------------------------------------------------ |
| Marseille (chef-lieu) | 13055      | Métropole d'Aix-Marseille-Provence | Fraction : 38 005(2012) Commune : 862 211 (2016) |

Quartiers de Marseille inclus dans le canton (partie du 9e arrondissement) :
- Mazargues
- Le Redon
- Les Baumettes
- Vaufrèges
- Sormiou
- Carpiagne
- La Gineste
- Luminy
- La Cayolle
- La Soude
- Le Trioulet
- La Verdière

## Représentation
| Période                                  | Période          | Identité      | Étiquette    | Qualité |
| ---------------------------------------- | ---------------- | ------------- | ------------ | --- |
| 1973                                     | 1982             | André Manivet | PS           | Conseiller municipal du 4ème secteur de Marseille                                                                                |
| 1982                                     | 2001 (démission) | Guy Teissier  | UDF puis UMP | Administrateur de biens Député depuis 1993 Maire du cinquième secteur de Marseille                                               |
| mars 2001                                | 2015             | Didier Réault | UMP          | Conseiller municipal de Marseille depuis mars 2008 Adjoint au maire de Marseille (2014-2020) (Mer, Littoral, Nautisme et Plages) |
| Les données manquantes sont à compléter. |                  |               |              | |

## Deux photos du canton
|  |  |

## Démographie
| 1982 | 1990   | 1999   | 2006   | 2011   | 2012   |
| ---- | ------ | ------ | ------ | ------ | ------ |
| -    | 30 916 | 30 507 | 37 593 | 38 526 | 38 005 |